# Atletica leggera ai Giochi della XXIII Olimpiade - 100 metri ostacoli

Video della Finale

I 100 metri ostacoli hanno fatto parte del programma femminile di atletica leggera ai Giochi della XXIII Olimpiade. La competizione si è svolta nei giorni 9-10 agosto 1984 al «Memorial Coliseum» di Los Angeles.

## Assenti a causa del boicottaggio
Nota: le prestazioni, ove non indicato, sono state ottenute nell'anno olimpico.
| Campionessa mondiale  | 12"35w | 1983      | Bettine Jahn |
| Primatista stagionale | 12"50  | 19 maggio | Vera Akimova |
| Seconda al mondo      | 12"53  | 20 giugno | Bettine Jahn |
| Terza al mondo        | 12"54  | 15 luglio | Sabine John  |

La campionessa uscente, Vera Komisova (URS), si è ritirata al termine della stagione 1983.

## Turni eliminatori
| 4 Batterie   | 9 agosto  | 22 partenti   | Si qualificano le prime 3 + i 4 migliori tempi. |
| 2 Semifinali | 10 agosto | 8 + 8         | Si qualificano le prime 4.                      |
| Finale       | 10 agosto | 8 concorrenti |                                                 |

## Finale
Stadio «Memorial Coliseum», venerdì 10 agosto.
Gara valida alla prima partenza. Già ai 40 metri due concorrenti si staccano dal gruppo: Benita Fitzgerald-Brown (USA) e Shirley Strong (GB). L'americana ha un leggero margine di vantaggio. Le due atlete procedono in parallelo fino al traguardo: l'americana vince di 4 centesimi.

Kim Turner (USA) e Michèle Chardonnet (Fra) fermano il cronometro nello stesso istante: entrambe hanno corso in 13 secondi e sei centesimi. I giudici optano per la decisione di assegnare il terzo posto alla statunitense e il quarto alla francese.
Soltanto a fine Olimpiade, dopo le pressioni del presidente della Federazione francese di atletica leggera, Michel Marmion, con un nuovo reclamo presentato direttamente al presidente della IAAF Primo Nebiolo, venne stabilito l'ex aequo rianalizzando l'immagine del fotofinish. Erano passati 162 giorni dalla finale.
La medaglia fu consegnata al Palazzo dello Sport di Parigi-Bercy nel gennaio del 1985.
| Pos | Paese       | Atleta                  | Tempo |
| --- | ----------- | ----------------------- | ----- |
|     | Stati Uniti | Benita Fitzgerald-Brown | 12”84 |
|     | Regno Unito | Shirley Strong          | 12”88 |
|     | Francia     | Michèle Chardonnet      | 13”06 |
|     | Stati Uniti | Kim Turner              | 13”06 |